# Gheorghe Chivu (deputat)
Gheorghe Chivu (n. 26 mai 1942) este un fost deputat român în legislatura 1990-1992, ales în județul Dâmbovița pe listele partidului PDAR. În cadrul activității sale parlamentare, Gheorghe Chivu a fost membru în grupurile parlamentare de prietenie cu Republica Venezuela, Statul Israel, Regatul Spaniei, Mongolia, Republica Coreea, Canada, Australia, Republica Chile, Republica Italiană, Republica Islamică Iran, Republica Polonă, Republica Populară Chineză și Liban. 